# Haworthia herbacea
Haworthia herbacea är en grästrädsväxtart som först beskrevs av Philip Miller, och fick sitt nu gällande namn av William Thomas Stearn. Haworthia herbacea ingår i släktet Haworthia och familjen grästrädsväxter.

## Underarter
Arten delas in i följande underarter:
- H. h. flaccida
- H. h. herbacea
- H. h. lupula
- H. h. paynei

## Bildgalleri

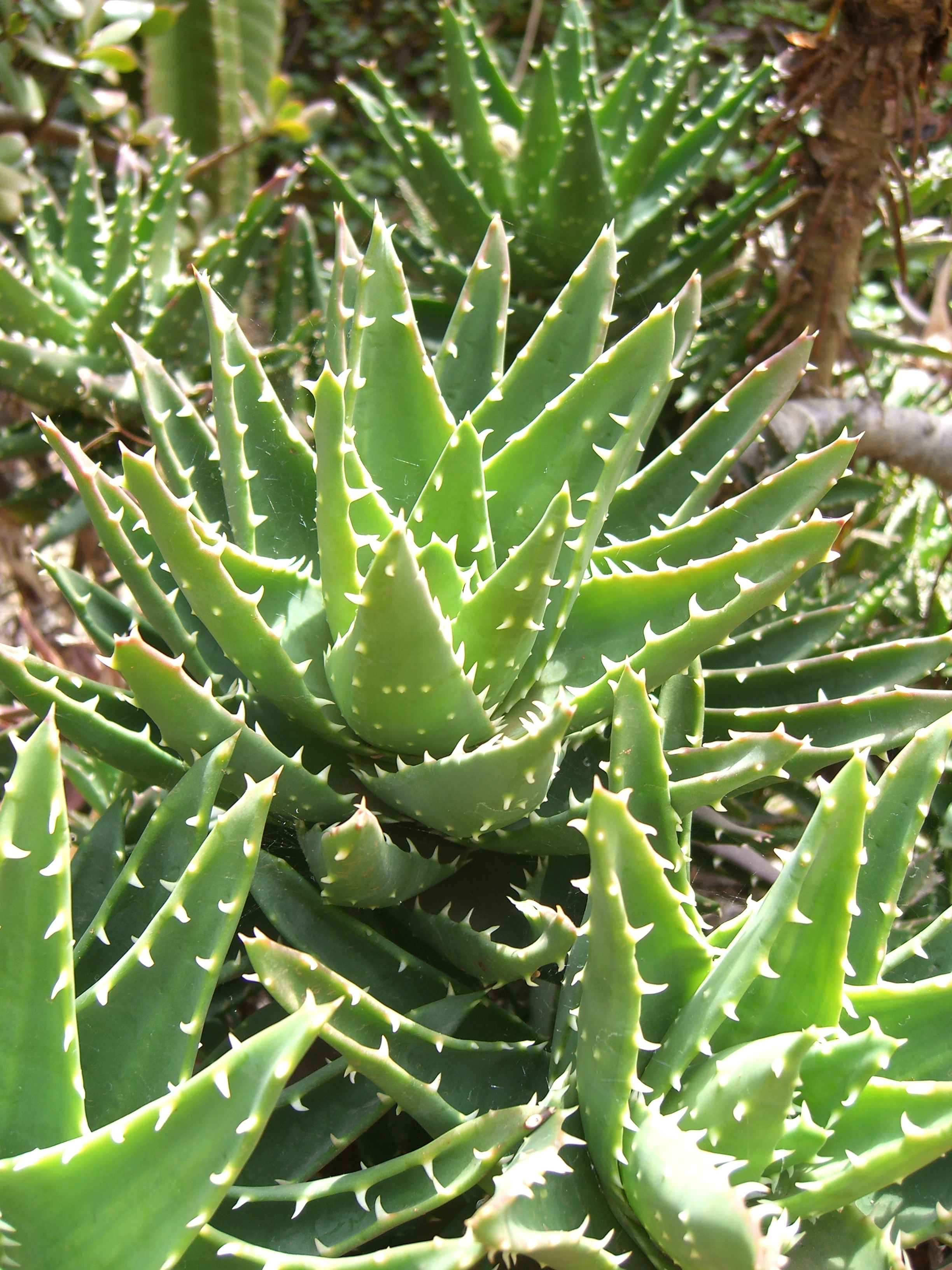
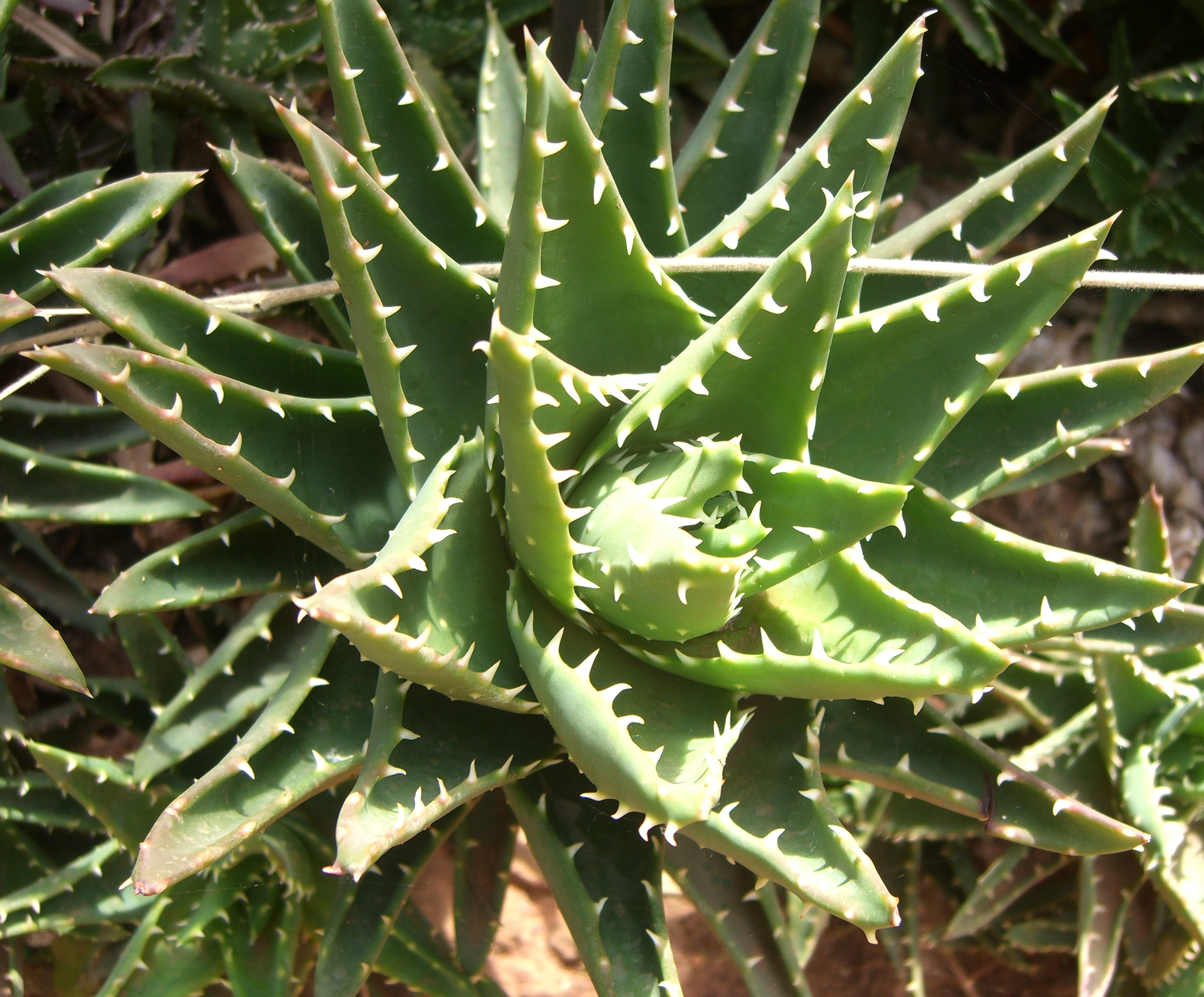
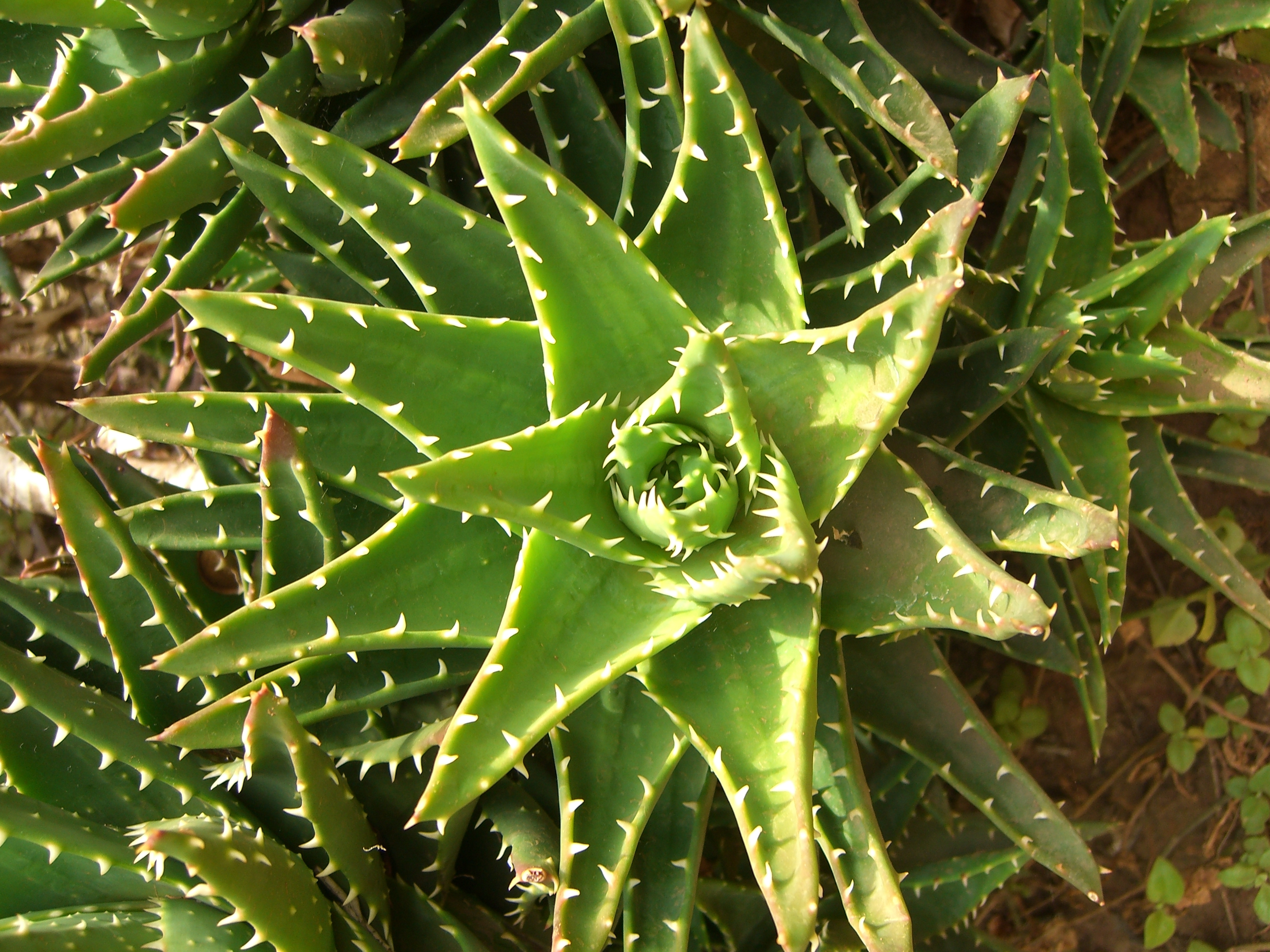
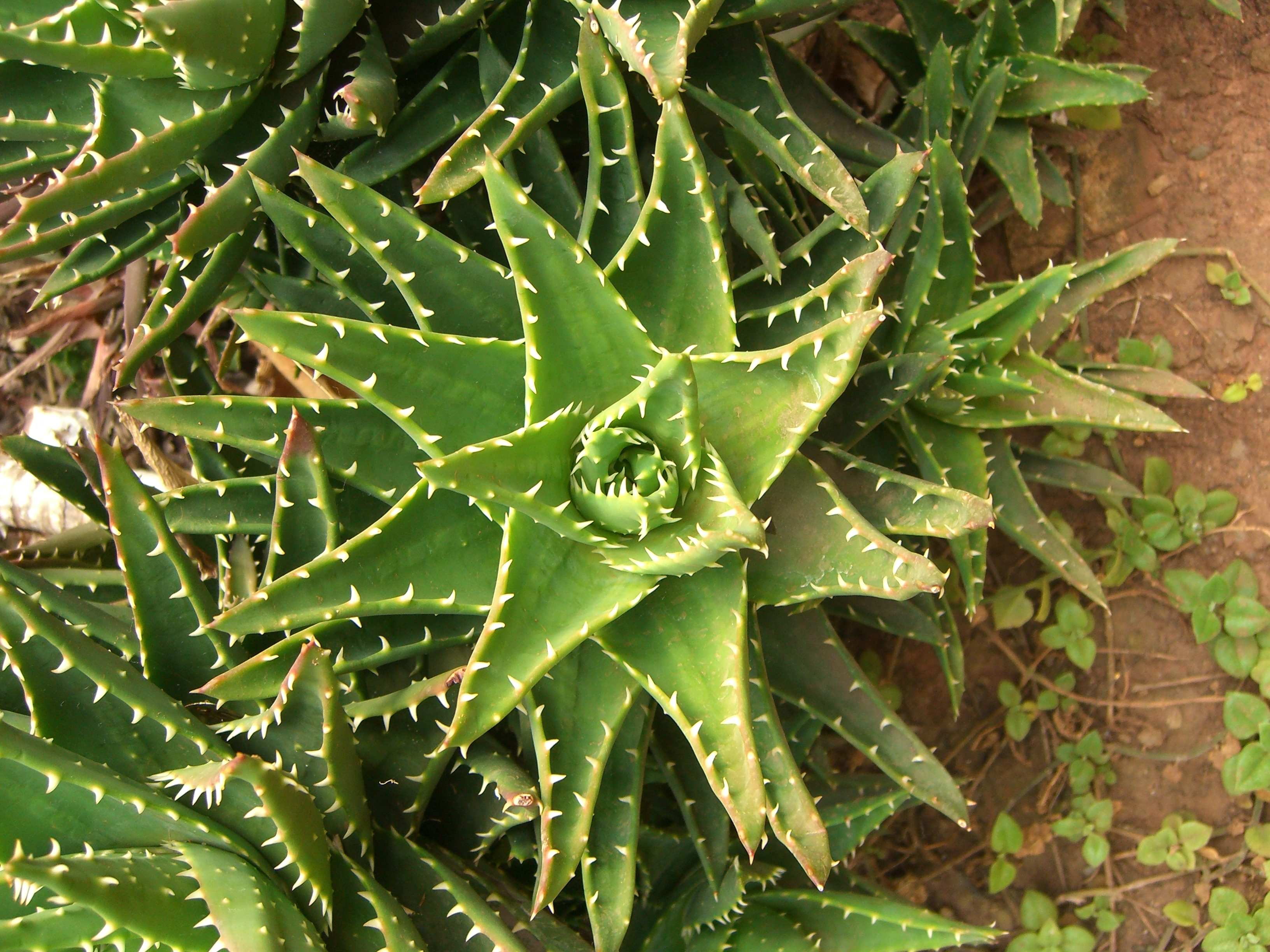